# گلنوود (آرکانزاس)
گلنوود (آرکانزاس) (به انگلیسی: Glenwood, Arkansas) یک شهر در ایالات متحده آمریکا با جمعیت ۱٬۷۵۱ نفر است که در آرکانزاس واقع شده‌است.

## موقعیت جغرافیایی
موقعیت جغرافیایی شهرها و مناطق اطراف به شرح زیر است: